# Jonas Hector
Jonas Armin Hector (* 27. Mai 1990 in Saarbrücken) ist ein ehemaliger deutscher Fußballspieler. Er stand zuletzt in der Saison 2022/23 beim 1. FC Köln unter Vertrag und war für die deutsche Nationalmannschaft aktiv. Meist wurde Hector als Linksverteidiger, gelegentlich auch im linken, im defensiven oder im offensiven Mittelfeld eingesetzt.

## Sportliche Laufbahn

### Vereinskarriere
Jonas Hector wuchs im saarländischen Kleinblittersdorf-Auersmacher auf und spielte für den SV Auersmacher, bei dem er seine gesamte Fußballjugend verbrachte und noch als A-Jugendlicher den Einstieg in den Männerfußball fand: im Spieljahr 2009/10 erstmals in der fünftklassigen Oberliga. Er legte im Jahr 2009 am Ludwigsgymnasium in Saarbrücken das Abitur ab. Im Alter von 18 Jahren konnte er sich noch nicht vorstellen, Fußballprofi zu werden, so lehnte er ein entsprechendes Angebot des VfL Bochum nach dem Aufstieg seines Heimatvereins im Jahr 2009 ab.
Im Sommer 2010 wechselte Hector dann doch zur zweiten Mannschaft des 1. FC Köln. Zwei Jahre später gelang ihm unter Trainer Holger Stanislawski der Sprung in die Profimannschaft. Dort gab er am 18. August 2012 sein Profidebüt in der DFB-Pokal-Begegnung des 1. FC Köln gegen die SpVgg Unterhaching (2:1) und stand seitdem regelmäßig für die Kölner auf dem Platz – zunächst in der 2. Bundesliga, aus der man erst im Sommer 2014 in die höchste deutsche Spielklasse aufstieg. Hector, der nun Stammspieler in der Mannschaft war, wurde bald für die Nationalmannschaft nominiert. Nach Einsätzen bei der Europameisterschaft 2016 und dem Konföderationen-Pokal 2017 waren viele Vereine an einer Verpflichtung Hectors interessiert, doch dieser lehnte alle Angebote, darunter eines des FC Barcelona, ab.
Durch den fünften Platz des 1. FC Köln in der Bundesliga-Saison 2016/17, womit sich Köln für die Europa League 2017/18 qualifizierte, spielte Hector auch auf Vereinsebene international. Im Spiel beim FC Arsenal am 14. September 2017 verletzte er sich am rechten Sprunggelenk, sodass er bis Ende des Jahres ausfiel.
Seine Vertragslaufzeit verlängerte er trotz des drohenden Abstiegs des 1. FC Köln im April 2018 bis 2023; eine Ausstiegsklausel ließ er ungenutzt. Nach dem Abstieg in die zweite Bundesliga wurde Hector für die Saison 2018/19 zum Mannschaftskapitän ernannt und behielt diese Funktion auch nach dem Wiederaufstieg 2019.
Durch den siebten Platz am Ende der Bundesliga-Saison 2021/2022 gelang dem 1. FC Köln erstmals den Einzug in die Europa Conference League.
Am 22. April 2023 kündigte Hector sein Karriereende zum Saisonende 2022/23 an. Sein letztes Spiel absolvierte er am 34. Spieltag der Fußball-Bundesliga 2022/23 bei der 1:2-Niederlage gegen den FC Bayern München. In 1. und 2. Liga bestritt er für die 1. Mannschaft der Kölner 314 Punktspiele.

### Auswahleinsätze

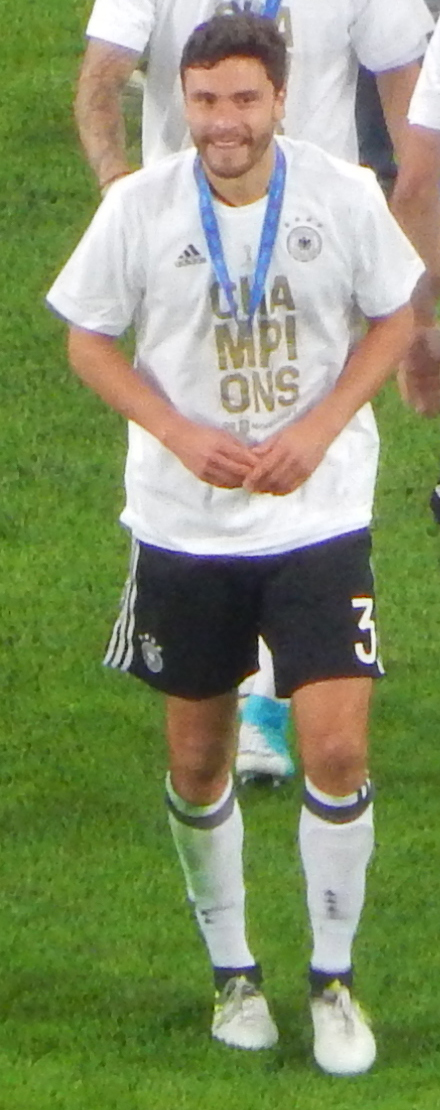
Hector nach dem Gewinn des FIFA-Konföderationen-Pokals 2017

Am 7. November 2014 wurde Hector von Bundestrainer Joachim Löw im Alter von 24 Jahren erstmals in die deutsche Nationalmannschaft berufen. Zuvor hatte er nie in einem Jugendleistungszentrum oder für eine Junioren-Nationalmannschaft gespielt. Eine so späte Entdeckung gilt in der heutigen Zeit der organisierten Nachwuchsförderung als äußerst ungewöhnlich.
Löw nominierte ihn für das EM-Qualifikationsspiel gegen Gibraltar und das kurz darauf folgende Testspiel gegen Spanien. Gegen Gibraltar gab Hector am 14. November 2014 in Nürnberg sein Länderspieldebüt, als er in der 72. Minute für Erik Durm eingewechselt wurde (Ergebnis 4:0). In der langen Amtszeit von Bundestrainer Joachim Löw war er damit der 100. von Löw bei einem Länderspiel eingesetzte Spieler. In der Startelf stand er erstmals am 25. März 2015 im Fritz-Walter-Stadion in Kaiserslautern beim Testspiel gegen Australien (Ergebnis 2:2).
Auf der Position des linken Außenverteidigers, für die der DFB lange einen geeigneten Spieler gesucht hatte, etablierte er sich als Stammspieler. Als einziger Nationalspieler stand er im Kalenderjahr 2015 in allen neun Länderspielen in der Startelf und spielte immer über die volle Distanz; einzige Ausnahme war eine verletzungsbedingte Auswechslung im letzten Spiel des Jahres gegen Frankreich in Paris, während in der Stadt die Terroranschläge verübt wurden.
Deutschland qualifizierte sich als Gruppenerster für die Europameisterschaft; Hector wurde in sieben von zehn Qualifikationsspielen eingesetzt. Beim 4:1‑Testspielsieg gegen Italien am 29. März 2016 erzielte er sein erstes Länderspieltor mit dem Treffer zum 3:0.
Hector stand im Kader für die Fußball-Europameisterschaft 2016 in Frankreich, bei der er alle sechs Turnierspiele der deutschen Mannschaft über die volle Spielzeit bestritt. Im Viertelfinale gegen Italien am 2. Juli 2016 in Bordeaux verwandelte er im Elfmeterschießen den entscheidenden Elfmeter zum Einzug ins Halbfinale. Das Elfmeterschießen ist gemeinsam mit dem Spiel um Platz drei zwischen der Tschechoslowakei und Italien 1980 mit insgesamt 18 Elfmetern das bis dahin längste Elfmeterschießen bei einer Fußball-Europameisterschaft sowie das mit den meisten verschossenen Elfmetern (7). Hector trat als neunter deutscher und letzter Schütze an und traf. Er hatte in seiner Profikarriere zuvor noch nie einen Elfmeter geschossen. Im Anschluss an die Begegnung wurde er zum „Man of the Match“ ernannt.
Im Rahmen der Qualifikation zur Weltmeisterschaft 2018, bei der Hector in acht von zehn Spielen eingesetzt wurde, erzielte er am 11. November 2016 gegen San Marino erstmals zwei Treffer und trug damit zum höchsten Sieg in der WM-Qualifikation (8:0) bei. Als Gruppensieger qualifizierte sich Deutschland direkt für die Weltmeisterschaft.
Beim Konföderationen-Pokal 2017 in Russland stand er erneut im Kader. Da Löw bei diesem Turnier auf nahezu alle langjährigen Stammspieler verzichtete, zählte Hector mit 29 Länderspielen zu den Erfahreneren der Spieler der DFB-Auswahl, unter denen viele Debütanten waren, die sich dem Bundestrainer für die Zukunft empfehlen wollten. Der Wettbewerb wurde mit einem Finalsieg gegen Chile (1:0) gewonnen. Hector bestritt vier von fünf Spielen; einzig im letzten Gruppenspiel gegen Kamerun kam er nicht zum Einsatz.
Bei der Weltmeisterschaft 2018 bestritt er zwei der drei Gruppenspiele der Nationalmannschaft, die nach der Vorrunde aus dem Turnier ausschied. Am 19. November 2019 bestritt er gegen Nordirland sein letztes Länderspiel. Hector trat 2020 aus der Nationalmannschaft zurück. Für die WM 2022 in Katar fragte Bundestrainer Hansi Flick bei Hector für ein Comeback an, was er aber ablehnte. So blieb es am Ende seiner Laufbahn bei 43 A-Länderspielen für Deutschland.

### Erfolge
Nationalmannschaft
- FIFA-Konföderationen-Pokal: 2017

Verein
- Deutscher Zweitliga-Meister: 2013/14, 2018/19

Persönliche Auszeichnungen
- Tor des Monats: Mai 2018
- Saarsportler des Jahres: 2016

## Persönliches
Ab 2014 studierte Hector im Fernstudium Betriebswirtschaftslehre an der Universität Oldenburg. Im Dezember 2018 heiratete er seine Freundin Anika. Hector ist einer von wenigen Profifußballern, die nicht aktiv in den sozialen Netzwerken sind und weitgehend auf Werbetätigkeiten verzichten.
Sein Bruder Lucas spielte von 2009 bis 2020 für den SV Auersmacher. Er starb 2020 mit 31 Jahren aus ungeklärten Gründen.
Im Oktober 2023 startete er gemeinsam mit dem Comedian Fabian Köster den Podcast Schlag und fertig.
Während der Fußball-Europameisterschaft 2024 moderierte Hector gemeinsam mit Fahri Yardım die auf MagentaTV ausgestrahlte Late-Night-Show Studio Pille-Palle.
Jonas Hector wirkte als Protagonist in einem Werbespot zum Thema Herzgesundheit mit, der in der Halbzeitpause des DFB-Pokal-Finales 2025 gezeigt wurde.